# フェリックス・デュ・タンプル
フェリックス・デュ・タンプル・ド・ラ・クロワ（Félix du Temple de la Croix, 1823年7月18日 - 1890年11月4日）はフランスの海軍軍人、発明家。幾つかの飛行機械を開発し、これは歴史上で最初（ライト兄弟の初飛行1903年よりも29年早い1874年）の動力飛行だとされることもある。同時代に同じ分野で活動したもう一人のフランス人に、ジャン＝マリー・ルブリがいる。

## 経歴

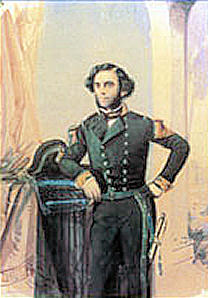
海軍時代のデュ・タンプル

### 軍人として
ノルマンディーの旧家の生まれ。
1838年、フランス海軍兵学校（École Navale ）入学。第二帝政期の殆どの紛争で、特にクリミア戦争とメキシコ出兵で戦った。
41歳の時、彼はフランスに帰り、海軍中佐（Capitaine de Frégate ）になってド・ラ・ロワール軍 (fr:Armée de la Loire) に参加。アンリ・ダルトワ支持者と王政復古論者（いわゆる「超王党派」）によって、1876年に彼は海軍を辞めるよう強いられた。

### 遺産
1890年に死去すると、彼の相続人が会社の経営を引き継いだ。"Générateur Du Temple S.A."は1905年にLesénéchal companyとなり、造船会社Société Normande de Construction Navaleに吸収される1918年までには数百の人間を雇用するようになった。

## 飛行機の設計

### 特許取得
1857年、引き込み式の着陸用車輪、プロペラ、6馬力のエンジン、そして前進翼を取り入れ、「鳥の飛行の模倣による空中移動装置（Locomotion aérienne par imitation du vol des oiseaux）」と題した航空機の設計で特許を取得した。
彼は兄弟のルイとともに大型の模型を数機、製作している。そのうちの一つ、700グラムの重さを持つものは、飛行する能力を持っていた。動力としては時計仕掛けを使っており、のちに小型の蒸気機関に積み替えられた。デュ・タンプル兄弟は、自力で離陸し、短い距離を飛んで軟着陸できる模型をなんとか作り出した。

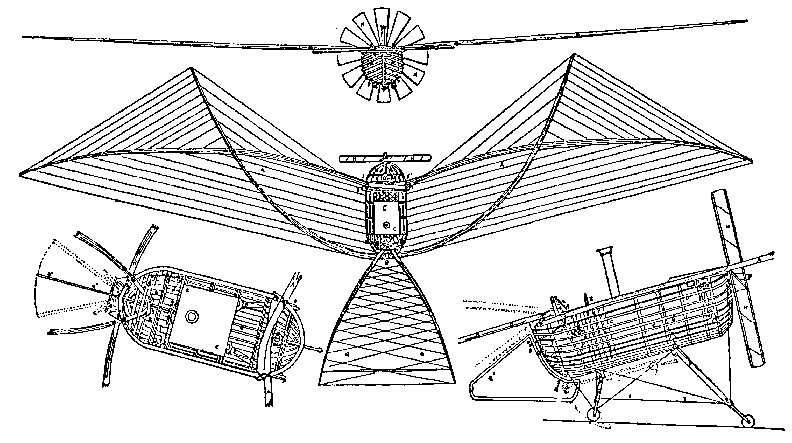
デュ・タンプルの飛行機械。1857年の特許における図版。

人を運べる機体を作ろうとした際、デュ・タンプル兄弟は蒸気機関というものが出力不足な上に重過ぎることに気付いた。彼らは1867年に独自設計の「熱気」エンジンを開発したが、これも満足できるものではなかった。二人はまた当時ルノアールによって新しく発明された内燃機関を用いる実験もしている。しかしこれもやはり出力が充分ではなかった。
デュ・タンプルは研究を続けて、最終的にはとてもコンパクトで、なおかつ高回転数の得られる蒸気機関を作り出すことに成功した。彼は1876年4月28日にその特許を取っている。このエンジンには、「最小の体積で最大の接触面積を得るため」に極めて細い管が詰め込まれていた。
「彼が大型の機体での実験をするために、兄弟であるM・ルイ・デュ・タンプルの手助けを受け始めた時、既知のあらゆるモーターが不適当であることが明白になった。彼らは初めに超高圧の蒸気機関を、次には熱気機関を試した。そして最終的には1876年、一馬力で、重量39から44ポンドという極めて軽量な蒸気ボイラーを作って特許を取った。これは、これ以降に作られた、ある種の軽量ボイラーの原型となるものであった。この機関には内径1/8インチ未満の、非常に細い管が使われており、それを通して水が極めて高速で循環し、周囲の炎によって瞬間的に蒸気へと変じられた。」 - オクターヴ・シャヌート、"Aeroplanes : Part III"（1892年8月）より

### 単葉機

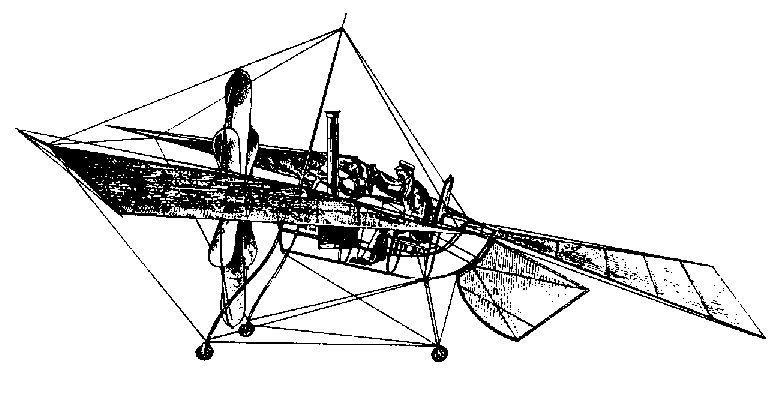
デュ・タンプルの「1874年単葉機」。

1874年、デュ・タンプル兄弟は「単葉機」を作り上げた。これは大型の飛行機で、材料はブレストのアルミニウムであり、翼幅13m、機体重量は80kgであった。数回の試行がなされた。斜面によって加速してから自力での離陸を成し遂げ、短時間の滑空に続いて軟着陸をしたことが……そして定義にもよるが（ごく短距離、ごく短時間の飛行だったので）これが歴史上最初の動力飛行成功例であることが……一般に認められている。
この飛行機は1878年のパリ万国博覧会で展示された。
デュ・タンプルは、その独自に開発した蒸気機関に依って、後にシェルブールで"Générateur Du Temple S.A." という企業を創立した。この企業は大成功を収めた。蒸気機関の設計はフランス海軍に採用され、フランス最初の水雷艇を推進させるために使われた。
（フランス語）"L’opinion est faite aujourd’hui sur la chaudière Du Temple parmi les officiers et les ingénieurs. Tout le monde proclame ses qualités supérieures… les commandes affluent de nos ports de commerce et de la part du gouvernement français." Revue Maritime 1888

（日本語訳）「今日では、士官や技師たちはデュ・タンプルの蒸気機関について自説を持っている。誰もが、その品質が優秀であると言明している。商業港からもフランス政府からも注文が続々と押し寄せている。」 - "Revue Maritime 1888"より）

## 引用
「一般に、鳥（特に大型の鳥）は得た速度によってただ単に上昇して飛行する。上昇に必要な速度は地上もしくは水上を走るか、高所から跳ぶことによって得られる。一度じゅうぶんな高さに到達すると、鳥は水平飛行に移り翼を羽ばたかせることにより前進する。さらに速度を得ると、翼と尾を広げて可能な限りの平面を形作ろうとする。そして、それによって、何らの目に見える翼の動きや（意義深いことに）高度の損失なしで前進するのである。」 - フェリックス・デュ・タンプル